# کوجی ایشی
کوجی ایشی (انگلیسی: Kōji Ishii; ۱ ژوئیهٔ ۱۹۶۰ – ) صداپیشه، و بازیگر اهل ژاپن بود. وی از سال ۱۹۸۸ میلادی تاکنون مشغول فعالیت بوده‌است.